# ۱۴۳۸ (قمری)
۱۴۳۸ قمری، هزاروچهارصدوسی‌وهشتمین سال در گاه‌شماری هجری قمری قراردادی سالی عادی است.
اول محرم این سال روز دوشنبه: (۱۲ مهر ۱۳۹۵ هجری خورشیدی) برابر با سوم اکتبر سال ۲۰۱۶ میلادی است.